# 1 aC

## Esdeveniments
- Gaius Caesar net d'August és enviat a Armènia a combatre la influència dels parts en aquell regne.[1]

## Necrològiques
- Herodes el Gran, d'acord amb algunes interpretacions de Flavi Josep. Tot i això, Flavi Josep també va mencionar un eclipsi just abans de la mort d'Herodes, que Kepler va datà el 4 aC.